# Hipponix
Hipponix là một chi ốc biển trong họ Hipponicidae.

## Các loài
Các loài trong chi này gồm:
- - Tây Đại Tây Dương:
- Hipponix antiquatus (Linnaeus, 1767)
- Hipponix benthophila (Dall, 1889)
- Hipponix climax Simone, 2005
- Hipponix costellatus Carpenter, 1856
- Hipponix floridanus Olsson & Harbison, 1953
- Hipponix grayanus Menke, 1853
- Hipponix incurvus (Gmelin, 1791)
- Hipponix leptus Simone, 2002
- Hipponix subrufus (Lamarck, 1822)
  - Ấn Độ Dương - Thái Bình Dương
- Hipponix conicus wyattae (Powell, 1958)
- Hipponix cranioides Carpenter, 1864
- Hipponix imbricatus
- Hipponix pilosus
- Hipponix tumens Carpenter, 1864 - ribbed hoofsnail